# Juratzkaea incisa
Juratzkaea incisa là một loài Rêu trong họ Stereophyllaceae. Loài này được (W.R. Buck) Catches. & I.G. Stone mô tả khoa học đầu tiên năm 1980.